# Roybon
Roybon est une commune française située dans le département de l'Isère, en région Auvergne-Rhône-Alpes et, autrefois rattachée à l'ancienne province du Dauphiné.
Géographiquement, le territoire de la commune de Roybon est très étendu et couvre une bonne partie du plateau de Chambaran à l'ouest du département de l'Isère et dont le territoire a fait l'objet d'un projet (abandonné en 2020) de centre de vacances, comprenant la construction d'un village de vacances et d'un espace aqualudique, situés en pleine forêt.
Historiquement la cité de Roybon aurait été créée au XIVe siècle à la suite de la signature d'une charte octroyée par Humbert Ier, Dauphin de Viennois accordant le « droit d’albergement » à toute personne qui s’installerait dans la forêt pour la défricher. Les premiers campements se firent autour d'une source où « le rif (le rû) était bon » et dont le surnom serait à l'origine du nom du village.
La commune est adhérente à la communauté de communes Bièvre Isère et ses habitants sont les Roybonnais.

## Géographie

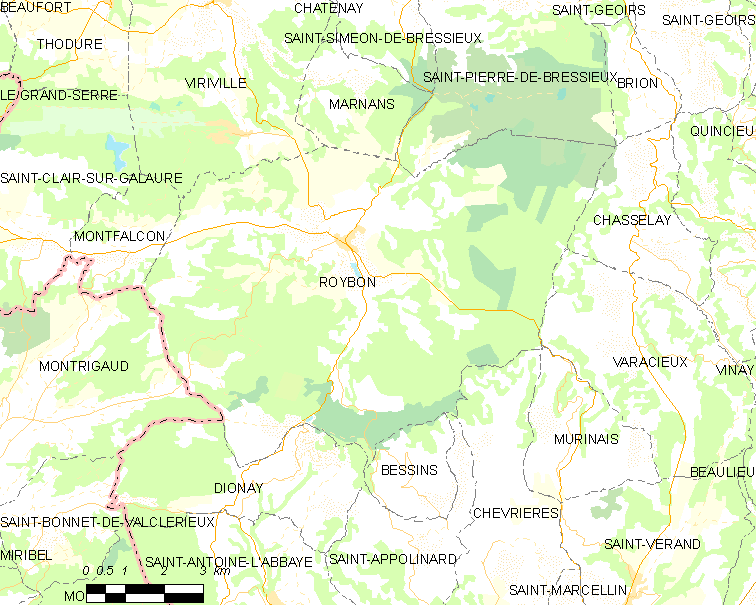
Plan du territoire de Roybon

### Localisation
Roybon se situe à l'ouest du département de l'Isère, dans la haute vallée de la Galaure, au sud de la plaine de Bièvre, à la limite du département de la Drôme. La commune est située à une distance orthodromique de 13 km au nord-ouest de Saint-Marcellin, de 38,3 km à l'ouest de la ville préfecture, Grenoble, de 64,1 km au sud-est de la capitale régionale, Lyon, et de 456,2 km au sud-est de la capitale, Paris.

### Description
Entièrement cerné par la forêt de Chambaran, le bourg de Roybon, de taille modeste se présente comme un village à vocation rurale présentant un aménagement touristique sous la forme d'un petit lac artificiel situé au sud de la petite agglomération. Le Bourg possède une rue principale (la Grande rue) essentiellement composé de petites immeubles de niveau modeste et de quelques maison de ville. Le reste de l'agglomération, y compris les hameaux présentent quelques fermes éparses entourées de maisons individuelles très souvent des résidences secondaires, la plupart ayant été construites récemment.
Le territoire communal abrite une grande surface forestière ainsi que de nombreux étangs, de petits lacs et d'importantes zones humides.

### Communes limitrophes
| Montfalcon                                          | Viriville, Marnans, Saint-Pierre-de-Bressieux | Brion, Chasselay     |
| Montrigaud                                          | Roybon                                        | Varacieux            |
| Saint Antoine l'Abbaye (ancienne commune de Dionay) | Bessins, Saint-Appolinard                     | Murinais, Chevrières |

### Relief et géologie
Le plateau de Chambaran sur lequel est installé le territoire de Roybon se compose de « cailloutis polygéniques » sans stratification visible, emballés dans un ensemble argilo-limoneux. Jusqu'à une dizaine de mètres de profondeur, ce cailloutis est essentiellement composé de roches siliceuses dont des quartzites mais très fortement altérées. Selon la notice d'une carte géologique au 1/50 000 : « cette formation, attribuée par certains auteurs à une nappe alluviale villafranchienne, peut aussi bien représenter, en totalité ou en partie, le niveau supérieur, altéré, des conglomérats miocène ». Le plateau de Chambaran est classé à l'inventaire national du patrimoine naturel.

### Hydrographie

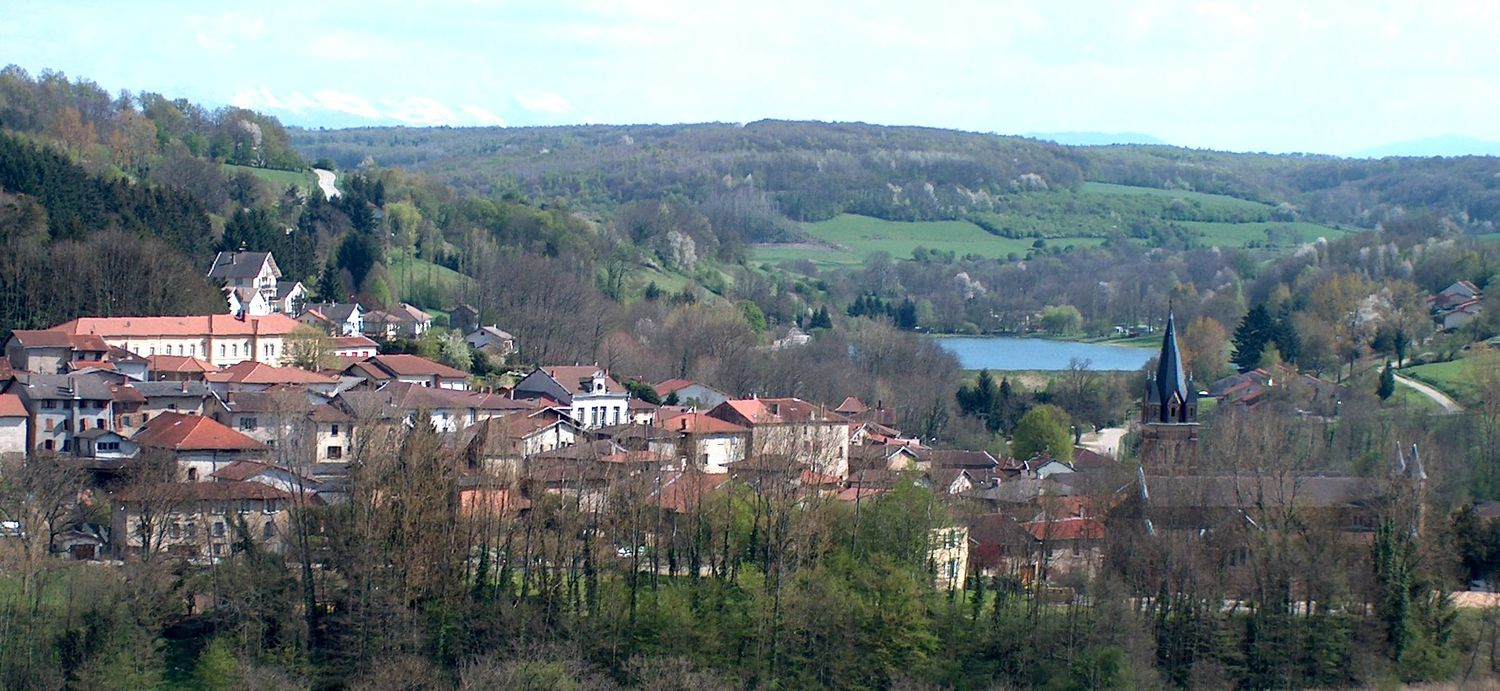
Roybon et son lac

Le territoire de la commune abrite un plan d'eau artificiel, le lac de Roybon, présentant une superficie de sept hectares et une profondeur d'environ dix mètres ».
Le territoire est également sillonnés par plusieurs cours d'eau, le principal étant la Galaure, rivière de 56,2 km de long qui prend sa source dans la commune est affluent du Rhône sur sa rive gauche et qui compte plusieurs affluents sur le territoire même de la commune :
le ruisseau de la Combe de l'Etang
le ruisseau de Queue Noire
le Gerbert
le Grignon
le Galaveyson
le Galauret
le ruisseau de l'Aigue Noire (qui alimente le lac de Roybon)
le ruisseau vers l'Oursière (affluent du précédent)
le ruisseau de Sétives
Il existe également d'autres ruisseaux, tels que :
le Ré
le ruisseau du Layoir
le ruisseau de Tourterelle
le ruisseau de l'Éperon

### Climat
Pour des articles plus généraux, voir Climat d'Auvergne-Rhône-Alpes et Climat de l'Isère.
En 2010, le climat de la commune est de type climat océanique altéré, selon une étude du Centre national de la recherche scientifique s'appuyant sur une série de données couvrant la période 1971-2000. En 2020, Météo-France publie une typologie des climats de la France métropolitaine dans laquelle la commune est exposée à un climat de montagne ou de marges de montagne et est dans une zone de transition entre les régions climatiques « Moyenne vallée du Rhône » et « Alpes du nord ».
Pour la période 1971-2000, la température annuelle moyenne est de 10,1 °C, avec une amplitude thermique annuelle de 17,2 °C. Le cumul annuel moyen de précipitations est de 1 086 mm, avec 9,6 jours de précipitations en janvier et 6,5 jours en juillet. Pour la période 1991-2020, la température moyenne annuelle observée sur la station météorologique de Météo-France la plus proche, « Grenoble-Saint-Geoirs », sur la commune de Saint-Étienne-de-Saint-Geoirs à 12 km à vol d'oiseau, est de 11,5 °C et le cumul annuel moyen de précipitations est de 915,1 mm,. Pour l'avenir, les paramètres climatiques de la commune estimés pour 2050 selon différents scénarios d'émission de gaz à effet de serre sont consultables sur un site dédié publié par Météo-France en novembre 2022.

#### Tableau des températures minimales et maximales sur trois années
- 2013

| Mois                              | jan. | fév. | mars | avril | mai  | juin | jui. | août | sep. | oct. | nov. | déc. |
| --------------------------------- | ---- | ---- | ---- | ----- | ---- | ---- | ---- | ---- | ---- | ---- | ---- | ---- |
| Température minimale moyenne (°C) | −1,4 | −1,2 | 2,7  | 6,4   | 8,5  | 12,7 | 16,3 | 14,9 | 12   | 10,2 | 3    | −1,7 |
| Température maximale moyenne (°C) | 5,4  | 5,3  | 12,1 | 17,7  | 17,3 | 18,4 | 25   | 27,8 | 23,6 | 19,5 | 9,1  | 9,1  |

- 2015

| Mois                              | jan. | fév. | mars | avril | mai  | juin | jui. | août | sep. | oct. | nov. | déc. |
| --------------------------------- | ---- | ---- | ---- | ----- | ---- | ---- | ---- | ---- | ---- | ---- | ---- | ---- |
| Température minimale moyenne (°C) | −0,3 | −0,3 | 3,6  | 6,6   | 10,8 | 14,6 | 17,3 | 15,9 | 10,9 | 7,5  | 2,1  | −1,1 |
| Température maximale moyenne (°C) | 7,9  | 6,8  | 14,6 | 20    | 22,3 | 28   | 31,6 | 28,3 | 22,6 | 16   | 13,9 | 10,7 |

- 2017

| Mois                              | jan. | fév. | mars | avril | mai  | juin | jui. | août | sep. | oct. | nov. | déc. |
| --------------------------------- | ---- | ---- | ---- | ----- | ---- | ---- | ---- | ---- | ---- | ---- | ---- | ---- |
| Température minimale moyenne (°C) | −5,8 | 1,2  | 4,6  | 4,9   | 10,3 | 15,8 | 15,9 | 15,4 | 9,5  | 6,2  | 1,6  | −1,2 |
| Température maximale moyenne (°C) | 2,7  | 13,6 | 17,5 | 19,1  | 23,6 | 29,2 | 28,8 | 28,6 | 21,7 | 20,5 | 10,2 | 5,5  |

### Voies de communication et transports

#### Voies routières
Il existe deux routes principales qui relient Roybon aux autres communes voisines.
- la route départementale 71
- la route département 20

#### Transport
La gare la plus proche de Roybon est la gare de Saint-Marcellin, située à 18 kilomètres au sud.

## Urbanisme

### Typologie
Au 1er janvier 2024, Roybon est catégorisée commune rurale à habitat dispersé, selon la nouvelle grille communale de densité à sept niveaux définie par l'Insee en 2022.
Elle est située hors unité urbaine et hors attraction des villes,.

### Occupation des sols
L'occupation des sols de la commune, telle qu'elle ressort de la base de données européenne d’occupation biophysique des sols Corine Land Cover (CLC), est marquée par l'importance des forêts et milieux semi-naturels (62 % en 2018), une proportion sensiblement équivalente à celle de 1990 (62,4 %). La répartition détaillée en 2018 est la suivante : 
forêts (61 %), prairies (16,2 %), terres arables (11,2 %), zones agricoles hétérogènes (10,2 %), milieux à végétation arbustive et/ou herbacée (1 %), zones urbanisées (0,4 %). L'évolution de l’occupation des sols de la commune et de ses infrastructures peut être observée sur les différentes représentations cartographiques du territoire : la carte de Cassini (XVIIIe siècle), la carte d'état-major (1820-1866) et les cartes ou photos aériennes de l'IGN pour la période actuelle (1950 à aujourd'hui).

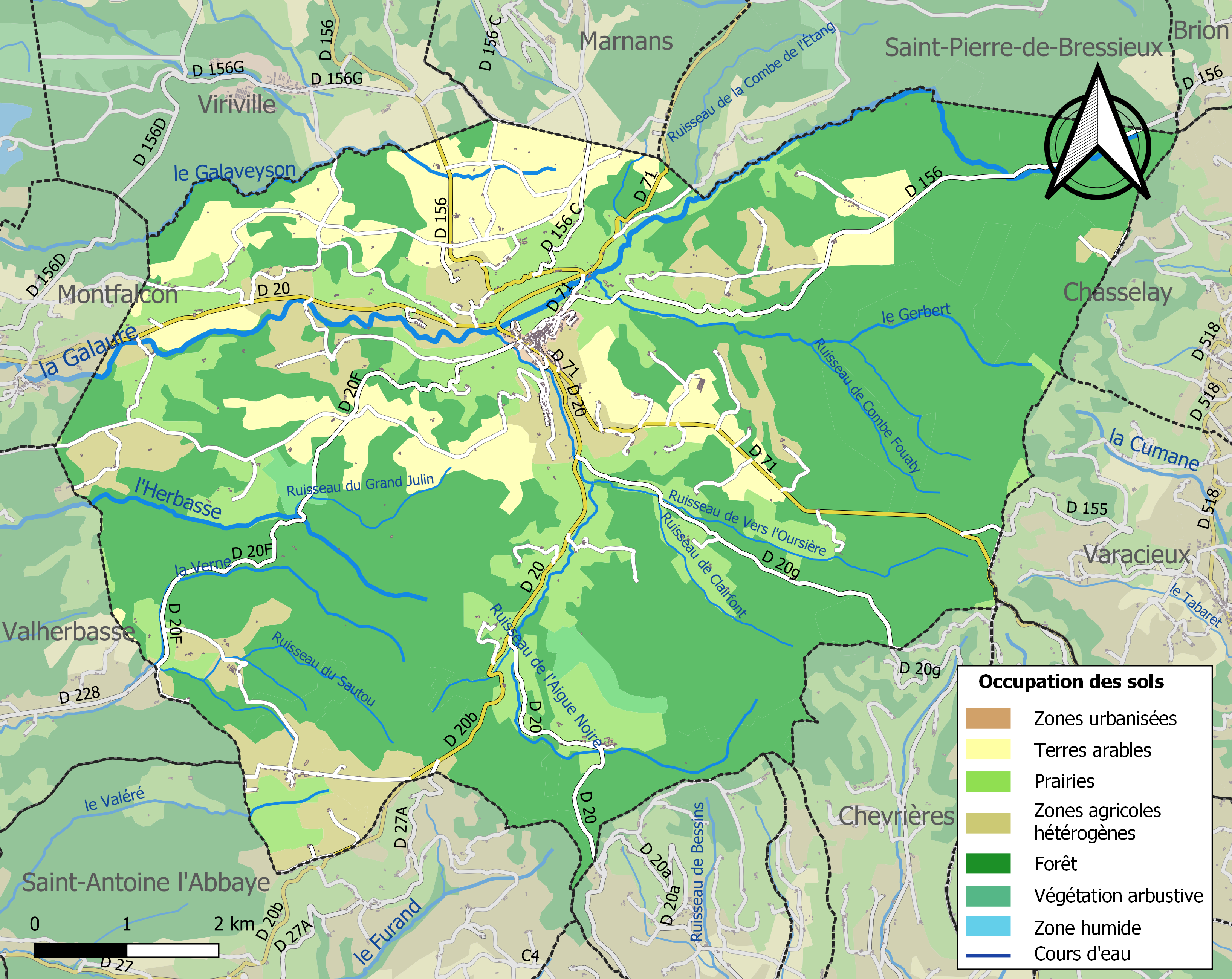
Carte des infrastructures et de l'occupation des sols de la commune en 2018 (CLC).

### Hameaux, lieux-dits et écarts
Voici, ci-dessous, la liste la plus complète possible des divers hameaux, quartiers et lieux-dits résidentiels urbains comme ruraux qui composent le territoire de la commune de Roybon, présentés selon les références toponymiques fournies par le site géoportail de l'Institut géographique national.
| - Maison Rambaud - Pré Raynaud - Queue Noire - Le Grand Fayard - La Jonchère - Le Château Rocher - La Jonchère - Les Pins - Le Plan Michard - Le Gerbert - Les Combes - La Perrache | - Le Villon - Buisson - Poncet - La Frontonière - Le Vatilier - Les Adroits - Le Guivat - Le Malatras - Galaveyson - Le Poncin - Brûlefer - Le Charlet | - Peyrinard - Les Bourrassières - Les Envers - Val Galaure - Le Cametière - La Robinière - Les Bugnasses - La Biche - La Dupré - La Blainte - Varacieux - L'Allemagne | - le Mas de Clairfont - Clairfont - Gargamelle - Combalot - La Trappe (Abbaye) - Bessins - Dionay - Perrolière - Bourgeonnière - La Verne - Royandière - Le Grand Julin |

### Risques naturels et technologiques

#### Risques sismiques
L'ensemble du territoire de la commune de Roybon est situé en zone de sismicité no 3 (sur une échelle de 1 à 5), comme la plupart des communes du plateau de Chambaran.
| Type de zone | Niveau            | Définitions (bâtiment à risque normal) |
| ------------ | ----------------- | -------------------------------------- |
| Zone 3       | Sismicité modérée | accélération = 1,1 m/s2                |

## Toponymie
Selon André Planck auteur d'un livre sur la toponymie des communes du département de l'Isère, le nom de Roybon (Roybonis au XIVe siècle) doit son nom à une source « rivus bonus », signifiant le « bon rif (ruisseau) », dénommée plus tardivement sous le nom de « Fontaine des Collières », puis « source des Molières ».

## Histoire de la commune
Roybon est une commune étendue (6 731 ha / 67,31 km2) située au cœur du plateau des Chambaran, à la confluence de la plaine de la Bièvre au nord, de la vallée de l’Isère au sud-est et de la vallée du Rhône à l’ouest. Si l’occupation ancienne du site est attesté – les substructions d’une villa romaine ont été découvertes récemment dans la vallée de la Galaure – il n’est fait aucune mention de Roybon avant le XIIe siècle. Le bourg se développe à l’époque médiévale autour d’un castrum, élevé sur une colline naturelle ou artificielle ceinte d’une palissade de rondins. À compter des XIVe et XVe siècles, la cité s’entoure d’un rempart dont d’importants fragments sont encore conservés. Il ouvre par trois portes qui correspondent à autant de routes et de vallées : la porte de Romans au sud, la porte de Saint-Vallier à l’ouest et la porte de La Côte-Saint-André au nord. En raison de sa situation géographique privilégiée à l’échelle régionale, Roybon se transforme en place-forte au cours des guerres féodales qui opposent le dauphin de Viennois et le comte de Savoie entre la fin du XIIIe siècle et la première moitié du siècle suivant. Cette période correspond précisément à l’octroi en 1294, par le dauphin Humbert Ier, d’une charte de franchise qui permet la création d’une ville neuve au pied du castrum et, en conséquence, d’une nouvelle enceinte. En 1338, des concessions sont accordées à des maîtres-verriers par le dauphin Jean II, qui exploitent les vastes forêts qui entourent la ville. À la suite de la cession du Dauphiné (dit aussi « transport ») à la France en 1349, un échange de terres s’organise entre les familles de Savoie, de Genève et le roi de France ; la seigneurie de Roybon devenant une terre des comtes de Genève puis, par alliance, des marquis de Saluces dans le Piémont, à la suite du mariage du comte de Genève avec Béatrix de Saluces (1360). Vers 1398, le cardinal Amédée de Saluces devient le seigneur de Roybon, jusqu’à sa mort, survenue en 1419. Louis Ier de Saluces lui succède de 1428 à 1475. En 1538, le marquisat de Saluces est conquis par la France. Au lendemain de la Saint-Barthélemy (1572), plusieurs centaines de calvinistes trouvent refuge à Roybon et contribuent au développement de la cité. La ville accueille ainsi jusqu’à fin du XVIIe siècle une importante communauté protestante qui possédait avant 1602 son pasteur et son temple. La période correspondant au règne d’Henri IV (1589-1610) est généralement considérée comme l’âge d’or de Roybon, synonyme de prospérité économique et de tolérance religieuse.
Outre ses trois portes et son castrum, une maison-forte, appartenant aux comtes de Beaumont, s’élevait au nord, à l’emplacement de l’ancienne gendarmerie, tandis que l’église paroissiale est construite à l’extrémité ouest du site au cours du XIIe siècle. Le bourg se développe le long de sa Grande Rue, traversée d’est en ouest par de nombreuses venelles qui épousent la configuration collinaire du site ; leurs noms évoquent les activités artisanales traditionnelles (Ratine, Tanneurs, Drapiers, Verriers, Pressoir, Charron). Si l’élevage et l’agriculture s’imposent comme les principales activités de Roybon, dès le XVIe siècle, une industrie de draps de laine se développe (ratine) ; celle-ci perdurera jusqu’au lendemain de la Révolution. À la fin du XVIIIe siècle, plus de cinquante métiers à tisser sont recensés. À l’arrière des habitations, de nombreux jardins-potagers sont cultivés notamment sur le flanc le mieux exposé de la colline à l’ouest. Alors que l’essentiel du bâti du centre-bourg date des XVIIIe et XIXe siècles, quelques maisons conservent des éléments plus anciens, qu’il s’agisse de la maison à colombages de la rue des Petits Cultis comme de la porte gothique de la venelle de la Liberté. À défaut de pierre, c’est la molasse (une roche tendre de couleur beige ou grise) qui est utilisée dans la construction régionale, associée aux galets roulés mis en œuvre avec le pisé de terre. Les galets récupérés dans les champs et les rivières sont disposés en épis ou en arêtes de poisson associés à des tuileaux, c’est-à-dire des morceaux de tuiles qui fixent l’humidité des murs. Des assises de briques peuvent également assurer une plus grande rigidité et participer à la décoration des façades.
L’église paroissiale est reconstruite entre 1878 et 1880 tandis qu’un hôpital voit le jour par suite d’un legs de la marquise de Luzy-Pélissac. En 1901, un nouveau collège est élevé au pied du château tandis que cinq ans plus tard, le monument Saint-Romme est inauguré sur la nouvelle place de la commune qui verra la construction d’une mairie-halle-justice de Paix en 1931

## Patrimoine

### Un bâti de galets et de pisé
Si l’essentiel du bâti du centre-bourg de Roybon date des XVIIIe et XIXe siècles, quelques maisons conservent des éléments plus anciens, qu’il s’agisse de la maison à colombages de la rue des Petits Cultis, comme de la porte gothique de la venelle de la Liberté. À défaut de pierre, c’est la molasse (une roche tendre de couleur beige ou grise) qui est utilisée dans la construction régionale, associée aux galets roulés mis en œuvre avec le pisé de terre. Les galets récupérés dans les champs et les rivières sont disposés en épis ou en arrêtes de poisson associés à des tuileaux, c’est-à-dire des morceaux de tuiles qui fixent l’humidité des murs. Des assises de briques peuvent également assurer une plus grande rigidité et participer à la décoration des façades. La brique est essentiellement utilisée pour les chaînages d’angles, les encadrements de portes et de fenêtres comme l’illustre en particulier la maison construite à l’angle de la Grande Rue et de la place Saint-Romme (1906). Alors qu’une seule porte en pierre s’observe dans la Grande Rue (n° 364), la façade de la maison élevée au n° 306 présente des éléments en ciment moulé préfabriqués (chaînage d’angles, encadrements de fenêtres) qui se font l’écho des maçonneries de l’église. D’une manière générale, seules les façades principales sont enduites à la chaux, les élévations latérales laissent apparaître leur appareil de brique et de galets. La présence de corniche en génoises rappelle l’appartenance des Chambaran à la sphère méridionale.

### Venelles et calades
De nombreuses venelles traversent Roybon d’est en ouest – épousant attentivement à la configuration collinaire du site – dont les noms évoquent les activités artisanales traditionnelles (Ratine, Tanneurs, Drapiers, Verriers, Pressoir, Charron). La venelle des Calades, derrière la place du Temple, évoque un mode de pavement très répandu dans la région, réalisé à partir de galets cassés en deux dont les plats sont posés dans un mortier. Cette technique se distingue de celle employée en Provence et dans le Languedoc qui consiste à empierrer les rues avec des pierres posées verticalement sur la tranche. Si la venelle de la Liberté se fait l’écho du monument de Bartholdi (hypothèse ? ou centenaire de la Révolution de 1889 ?), celle du Clair-Obscur évoque l’étroitesse du bâti.

### Rempart médiéval (XIVe-XVesiècles)
À compter des XIVe et XVe siècles, la cité s’entoure d’un rempart dont des fragments sont encore conservés à flanc de la colline ; il est construit en galets roulés. Le rempart s’ouvrait par trois portes qui correspondent à autant de routes et de vallées : la porte de Romans au sud, la porte de Saint-Vallier à l’ouest et la porte de La Côte-Saint-André au nord. À l’intérieur de l’enceinte maçonnée, une palissade en rondins entourait le castrum jusqu’au XVIe siècle, c’est-à-dire la colline du château. En raison d’une situation géographique privilégiée, Roybon se transforme en place-forte au cours des guerres féodales qui opposent le dauphin de Viennois et le comte de Savoie entre la fin du XIIIe siècle et la première moitié du siècle suivant. Cette période correspond précisément à l’octroi en 1294, par le dauphin Humbert Ier, d’une charte de franchise qui permit la création d’une ville neuve au pied du castrum et, en conséquence, d’une nouvelle enceinte.

### Château Saint-Romme (XIVe-XVIIIesiècles)
Le château de Roybon, qui tient son nom de la famille d’avocats et d’hommes politiques de Vienne qui en fut propriétaire jusqu’au début du XXe siècle, est formé d’un corps de logis du début du XVIIIe siècle accolé à une tour des XIVe-XVe siècles ; il s’élève sur une motte castrale qui était entourée d’une palissade en rondins jusqu’au milieu du XVIe siècle. La tour, dite de Louis XI, construite en galets roulés avec des inclusions de tuileaux dans la partie supérieure, appartient à un vaste réseau de fortifications construit à la fin de l’époque médiévale pour défendre le Dauphiné des incursions du comte de Savoie, comme l’illustrent encore les ruines du château de Montfalcon et de Viriville. La tradition veut que le château de Roybon ait été construit à l’emplacement d’un ancien pavillon de chasse de Louis XI, dauphin du Dauphiné entre 1447 et 1456. À l’intérieur, le grand salon du rez-de-chaussée conserve un beau décor rocaille tandis que le modèle en plâtre du bas-relief d’Auguste Davin pour le monument Saint-Romme, élevé en 1906 au cœur du village, décore la montée d’escalier. Un portail du début du XVIIIe siècle ouvre sur le parc du château au pied de la colline.

### Place du temple (XVIIe-XIXesiècles)
Au lendemain de la Saint-Barthélemy (1572), plusieurs centaines de calvinistes trouvèrent refuge dans la commune et contribuèrent au développement de la cité. Roybon accueille ainsi jusqu’à fin du XVIIe siècle une importante communauté protestante qui possédait avant 1602 son pasteur et son temple. La période correspondant au règne d’Henri IV (1589-1610) est généralement considérée comme l’âge d’or de Roybon, synonyme de prospérité économique et de tolérance religieuse. La construction actuelle, élevée au nord de la place, qui a été agrandie au XIXe siècle à partir d’une tour quadrangulaire plus ancienne, accueille successivement une école de filles puis un cinéma à l’époque contemporaine et des logements. Avant la création de la place Saint-Romme, la place du Temple constitue longtemps le seul espace public de Roybon.

### Église Saint-Jean-Baptiste (1878-1880)
Reconnue comme inadaptée au besoin d’une population estimée dans les années 1870 à plus de 1 800 habitants, l’église voit sa reconstruction longtemps reportée en raison du profond dénuement de la paroisse. Il faudra le legs providentiel d’Henriette de Luzy-Pélissac (1799-1872), pour que le projet voit le jour dans les années 1870 sur les plans d’un enfant de Roybon : l’architecte Maurice-Alfred Berruyer. L’architecte dessine un sanctuaire de près de 650 m² à trois nefs de huit travées avec une abside hexagonale flanquée de deux sacristies sur l’une desquelles s’élève un robuste clocher couvert d’une flèche sur le modèle de l’église de Genas (Rhône), livrée en 1876 par Berruyer, dont elle reprend les principales dispositions. Les maçonneries sont exécutées en cailloux ou galets posés en épis et associés, toutes les trois assises, à une assise formée de trois rangées de briques. L’architecte dessinera les profils des pierres factices de ciment qui sont réservées aux soubassements extérieurs, aux pieds-droits des portes et des fenêtres, aux claveaux des cintres comme à l’ensemble des éléments en reliefs. La vieille église est démolie au cours du mois de juin 1878 et le nouveau sanctuaire est ouvert au culte le 1er août 1880. La construction archéologique que Berruyer opère à Roybon repose sur un dialogue entre les cultures savante et vernaculaire à la faveur d’une réinterprétation de la construction traditionnelle des Chambaran et du nord du département – faite de galets roulés et de maçonneries de brique – adaptée ici aux moellons de ciment moulé. L’église conserve un bel ensemble mobilier – la chaire à prêcher est classée au titre des monuments historiques en 1911 – ainsi qu’un exceptionnel ensemble de vitraux monogrammés datant de 1879.

### Ancienne cure (XVIIIesiècle)
Cette vaste maison, aux fenêtres régulièrement percées, est construite au début du XVIIIe siècle pour servir de presbytère paroissial. Elle s’élève au bas du village, au chevet de l’ancienne église romane qui sera démolie au XIXe siècle. Un grand jardin-potager s’étend à l’arrière de la construction. Elle possède un ensemble de boiseries Louis XV inscrit au titre des monuments historiques depuis 2001.

### Hôtel de ville (1931)
La nouvelle mairie-halle-justice de Paix, élevée entre 1928 et 1931 (sur un projet de 1910), vient parachever l’aménagement de la nouvelle place quelques années seulement après l’érection du monument Saint-Romme (1906). Elle est construite par l’architecte Alfred Rome (1869-1940), architecte du département de l’Isère et des monuments historiques, qui réalise de nombreux travaux à Grenoble parmi lesquels l’Institut polytechnique (1913) et la cité de la Capuche (1926). Visiblement attentif à l’histoire de la commune, l’architecte dessinera une façade dont la physionomie s’apparente délibérément à la place des Vosges à Paris (1605-1612), avec ses grandes arcades et ses travées rustiques, en écho à l’âge d’or de Roybon, qui correspond à la fin du XVIe siècle et à la première moitié du siècle suivant – c’est-à-dire approximativement au règne d’Henri IV (1589-1610).

### Collège Mathias Saint-Romme (1892)
L’ancien collège de la commune matérialise les lois scolaires votées au début de la Troisième République – dites aussi lois Ferry – rendant l’école publique laïque et obligatoire : loi du 16 juin 1881 sur la gratuité de l’enseignement public dans les écoles et les salles d’asile (maternelles), loi du 28 mars 1880 sur l’enseignement secondaire des jeunes filles et loi du 28 mars 1882 sur l’enseignement primaire obligatoire. L’équipement est construit à flanc de colline sur une longue parcelle et tiendra compte des prescriptions de l’ordonnance de 1880 relative aux constructions scolaires, qu’il s’agisse de la nette dissociation des logements et des classes, de l’éclairage latéral des salles et du cubage d’air par enfant comme de la stricte séparation des sexes ; filles et garçons disposent d’entrées, de classes et de cours de récréation complètement dissociées. L’architecture reflète attentivement la destination des locaux : les arcs de décharge en brique désignent les logements des instituteurs et des institutrices à l’étage tandis que les fenêtres des salles de classes du rez-de-chaussée sont surmontés de linteaux métalliques dans une visée rationaliste et fonctionnelle.

### Ancienne gendarmerie (XVIe-XIXesiècles)
Cette ancienne maison-forte, qui appartenait aux comtes de Beaumont, est construite à proximité de la porte de La Côte-Saint-André. Elle se compose d’un corps de bâtiment reconstruit au XIXe siècle pour l’installation d’une gendarmerie (1825) et d’une tour de construction médiévale dans laquelle se développe un escalier à vis. À l’arrière, le bâtiment est flanqué d’écuries, de dépôts et d’une chambre de sureté pour l’enfermement des suspects. Elle fait face à l’ancienne école de garçons (1863).

### Maison de drapier (XVIIIesiècle)
Cette belle maison nous rappelle qu’une part essentielle de l’activité artisanale de Roybon était liée, jusqu’à la fin du XVIIIe siècle, à l’industrie de la ratine qui consiste à passer les étoffes dans une machine à friser pour conférer au tissu un aspect boutonné. Cette activité, qui constitue souvent une source de revenus complémentaires, occupe une importante population de tondeurs, de cardeurs, de peigneurs, de fileuses, de foulonniers et de drapiers. La production de draps de laine périclite au début du XIXe siècle.

### Quartier de la gare
Au cours de l’entre-deux-guerres, Roybon devient un important centre de maintenance doublé d’un dépôt de machines sur la ligne de tramway qui relie Lyon à Saint-Marcellin, ouverte par tronçons à partir de 1899. L’arrivée du tramway en 1901, à l’achèvement de la section allant de Saint-Jean de Bournay à Saint-Marcellin, entraîne l’aménagement d’une nouvelle avenue et d’un quartier industriel, formé de remises et d’ateliers de réparation, autour d’une gare (aujourd’hui office de tourisme). Le tronçon de Roybon à Saint-Marcellin est ouvert en 6 avril 1908. L’ancien café des tramways demeure l’un des derniers témoins de la desserte éphémère de Roybon par ce moyen de transport qui permit notamment l’exportation de bois. La ligne ferme en 1936.

### Monument Saint-Romme (1906)
L’histoire de ce singulier monument se confond avec celle de Mathias Saint-Romme (1844-1920), maire de Roybon (1877-1895), député (1881-1894) et sénateur de l’Isère (1894-1920), fervent républicain et figure de la maçonnerie locale qui, dans une association d’idées inédite, réunit un bas-relief dédié à la mémoire de son père Henri Saint-Romme (1796-1862) – écarté au lendemain du coup d’État de décembre 1851 – à une édition de la statue de La Liberté d’Auguste Bartholdi. Mathias Saint-Romme et Bartholdi se seraient rencontrés lors de la mobilisation de 1870 et cette édition réduite de La Liberté aurait été offerte par le sculpteur en souvenir de leur longue amitié. Le monument roybonnais a été comme un véritable plaidoyer en faveur de la laïcité, la libre pensée et le républicanisme porté par l’idéalisme maçonnique de son commanditaire et décuplé par la mythique dont s’entoure le chef-d’œuvre de Bartholdi (La Liberté éclairant le monde) ; son inauguration, qui déroule sur deux jours (22 et 23 septembre 1906), intervient quelques mois seulement après la loi de Séparation des Églises et de l’État. Le monument, composé d’un obélisque posé sur une base à gradins et sommé de La Liberté est orné d’un bas-relief dédié à Saint-Romme du sculpteur grenoblois Auguste Davin (1866-1937) sur sa face orientale ; la partie inférieure annonçant la typologie des monuments aux morts qui ne devaient pas tarder à se multiplier dans les communes au lendemain de la Première Guerre mondiale. Sur ses faces nord et sud, deux mascarons en têtes de dauphins – faisant office de fontaines – sont également modelées par Davin.

### Ferme des Loives (XIVesiècle)
La ferme des Loives, construite dans la vallée de la Galaure, possède un ensemble exceptionnel de peintures murales du XIVe siècle classé au titre des monuments historiques en 1961. Le grand corps de logis et sa tour quadrangulaire forment les vestiges d’une maison-forte autour de laquelle s’étendait un vaste domaine agricole appartenant originellement aux hospitaliers de Saint-Jean-de-Jérusalem. Au XIVe siècle, l’ordre hospitalier de Saint-Antoine succède à celui de Saint-Jean-de-Jérusalem. La maison-forte conserve d’importants fragments de décors ornant une vaste salle (aula) de 15 mètres sur 7 mètres qui fut divisée dans sa hauteur au XIXe siècle par la pose d’un plancher. Pas moins de 39 blasons sont représentés parmi lesquels les armoiries des quatre premiers abbés de l’ordre de Saint-Antoine et des principales familles nobles du Dauphiné ; une scène de tournoi entre un comte de Savoie et un dauphin rappelle le conflit qui ravagea la région entre la fin du XIIIe siècle et la première moitié du XIVe siècle.

### Abbaye de la Trappe de Chambaran (1868-1878)
Le 23 juillet 1868, un groupe de moines de l’abbaye de Sept-Fons (Allier) répond à l’appel de l’évêque de Grenoble, Mgr Jacques Ginoulhiac, pour fonder une nouvelle abbaye dans la vallée du Galauret à proximité de Roybon ; le site est alors occupé par une ferme en ruine dénommée « le château russe ». Le programme est celui d’une abbaye de quarante moines, doublée d’une hôtellerie et d’une exploitation agricole. L’église abbatiale est consacrée le 9 septembre 1878 vraisemblablement sur les plans d’Alfred Berruyer, architecte de l’église de Roybon ; la façade tripartite de l’église abbatiale, avec ses bandes lombardes, devant être rapprochée de l’église de la Salette (1865) mais encore de l’ancienne façade en ciment moulé de la cathédrale de Grenoble (1884, auj. détruite) du même architecte. Les moines seront expulsés en 1903 par les lois anticléricales et ce n’est qu’en 1931 que l’abbaye est refondée par un groupe de cisterciennes de Maubec (Vaucluse) ; en 2019, communauté de bernardines en provenance de Jassonneix (Corrèze) leur succède.

## Politique et administration

### Liste des maires
| Période                                  | Période   | Identité               | Étiquette          | Qualité                        |
| ---------------------------------------- | --------- | ---------------------- | ------------------ | ------------------------------ |
| 1867                                     | 1878      | Léon Pelloux-Chabrey   |                    |                                |
| 1878                                     | 1895      | Mathias Saint-Romme    | Union républicaine | Avocat                         |
| 1895                                     | 1900      | Samuel Pelloux-Chabrey |                    |                                |
| 1900                                     | 1904      | Germain                |                    |                                |
| 1904                                     | 1922      | Jean Perraud           | Parti Radical      | Charpentier                    |
| 1925                                     |           | Joseph Surdon          | Parti Radical      | Notaire                        |
| mars 2001                                | mars 2014 | Marcel Bachasson       | RPR puis UMP       | Conseiller général (2001-2015) |
| mars 2014                                | En cours  | Serge Perraud          |                    | Chef d'entreprise              |
| Les données manquantes sont à compléter. |           |                        |                    |                                |

### Intercommunalité
La commune est adhérente à la communauté de communes Bièvre Isère qui comprend cinquante-cinq communes, toutes situées dans la plaine de la Bièvre et le plateau de Chambaran. Le siège de cette collectivité est situé à Saint-Étienne-de-Saint-Geoirs, distante d'environ 12 kilomètres de Roybon.

## Population et société

### Démographie
L'évolution du nombre d'habitants est connue à travers les recensements de la population effectués dans la commune depuis 1793. Pour les communes de moins de 10 000 habitants, une enquête de recensement portant sur toute la population est réalisée tous les cinq ans, les populations de référence des années intermédiaires étant quant à elles estimées par interpolation ou extrapolation. Pour la commune, le premier recensement exhaustif entrant dans le cadre du nouveau dispositif a été réalisé en 2006.

En 2022, la commune comptait 1 103 habitants, en évolution de −6,45 % par rapport à 2016 (Isère : +3,07 %, France hors Mayotte : +2,11 %).
| 1793  | 1800  | 1806  | 1821  | 1831  | 1836  | 1841  | 1846  | 1851  |
| ----- | ----- | ----- | ----- | ----- | ----- | ----- | ----- | ----- |
| 2 327 | 2 412 | 2 573 | 2 653 | 2 602 | 2 604 | 2 688 | 2 637 | 2 294 |

| 1856  | 1861  | 1866  | 1872  | 1876  | 1881  | 1886  | 1891  | 1896  |
| ----- | ----- | ----- | ----- | ----- | ----- | ----- | ----- | ----- |
| 2 305 | 2 128 | 2 008 | 2 048 | 1 921 | 1 941 | 1 947 | 1 876 | 1 842 |

| 1901  | 1906  | 1911  | 1921  | 1926  | 1931  | 1936  | 1946  | 1954  |
| ----- | ----- | ----- | ----- | ----- | ----- | ----- | ----- | ----- |
| 1 800 | 1 580 | 1 565 | 1 527 | 1 510 | 1 408 | 1 390 | 1 331 | 1 331 |

| 1962  | 1968  | 1975  | 1982  | 1990  | 1999  | 2006  | 2011  | 2016  |
| ----- | ----- | ----- | ----- | ----- | ----- | ----- | ----- | ----- |
| 1 305 | 1 487 | 1 274 | 1 220 | 1 269 | 1 231 | 1 283 | 1 296 | 1 179 |

| 2021  | 2022  | - | - | - | - | - | - | - |
| ----- | ----- | - | - | - | - | - | - | - |
| 1 113 | 1 103 | - | - | - | - | - | - | - |

### Enseignement
La commune est rattachée à l'académie de Grenoble. Le groupe scolaire "Les Genêts" accueille plus d'une centaines d'élèves de la maternelle au cours moyen 2ème année. Le collège Mathias Saint-Romme a fonctionné jusqu'en 2008.

### Médias

#### Presse écrite
Historiquement, le quotidien à grand tirage Le Dauphiné libéré consacre, chaque jour, y compris le dimanche, dans son édition de Chartreuse et Sud Grésivaudan, un ou plusieurs articles à l'actualité de la ville, ainsi que des informations sur les éventuelles manifestations locales, les travaux routiers, et autres événements divers à caractère local.

#### Presse audiovisuelle
Ici Isère est la radio publique qui émet sur son territoire ainsi que dans tout le département de l'Isère.

### Cultes

#### Culte catholique

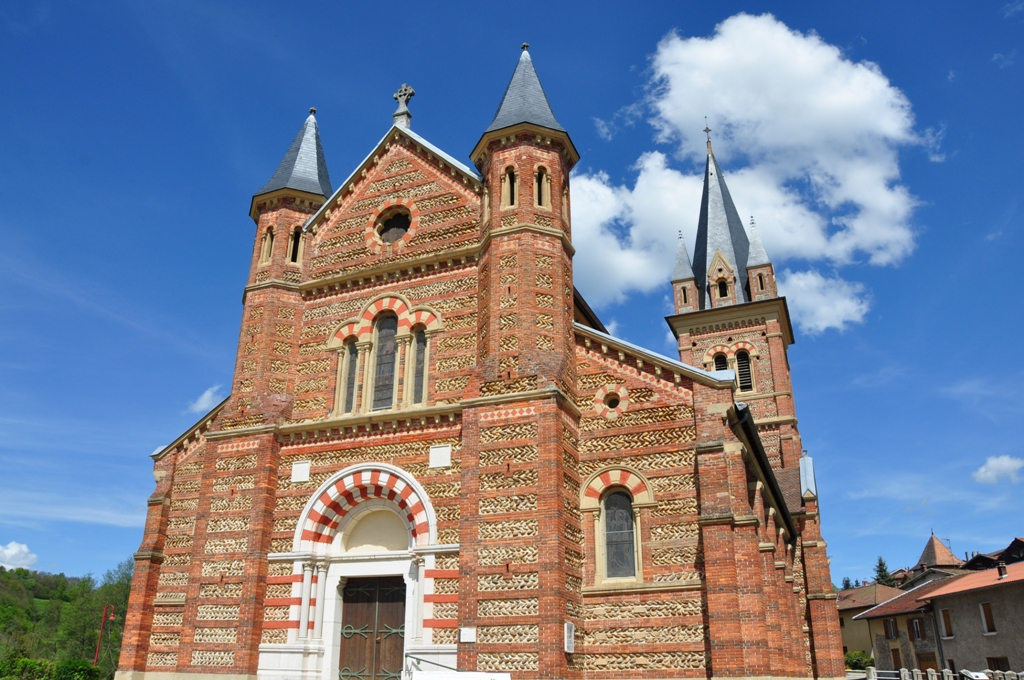
L'église Saint-Jean-Baptiste de Roybon.

La communauté catholique de Roybon et son église (propriété de la commune) relève de la paroisse Saint Pierre des Chambarands qui regroupe huit églises de la région et une abbaye, située dans la commune. Cette paroisse est rattachée au diocèse de Grenoble-Vienne.

## Économie

### Tourisme

#### Projet d'un parc de loisirs
En 2007, la société Center Parcs Europe, filiale du groupe Pierre & Vacances-Center Parcs, présente un projet de construction d'un village de vacances sous la marque Center Parcs, dans le bois des Avenières, sur les hauteurs de Roybon. Ce nouveau domaine, nommé Forêt de Chambaran, doit comprendre entre autres 1 000 cottages sur une superficie de 203 ha. En 2009, le conseil régional de Rhône-Alpes apporte son soutien économique au projet, mais les Verts et certains membres du Parti de gauche du conseil refusent de voter les subventions d'un montant maximal de 7 millions d'euros.
La construction commence en novembre 2014 et l'achèvement est prévu en 2017. Ce projet suscite l'opposition de diverses associations de protection de la nature et de l’environnement, dont la FRAPNA Isère, qui dénonce, en s'appuyant sur le résultat d'une première enquête publique « loi sur l'eau », l’impact néfaste de ce futur complexe touristique sur l’environnement de ce secteur boisé et de sa zone humide.  Les mesures de compensation proposées par Pierre & Vacances sont cependant validées par le Coderst de l'Isère et le préfet de l'Isère en octobre 2014. En décembre 2014, le tribunal administratif de Grenoble suspend les travaux. Le 16 juillet 2015, le tribunal rend son jugement en annulant l'arrêté préfectoral de construction du Center Parcs en suivant l'avis du  rapporteur public,. Une partie des militants opposés au projet créent sur le site une ZAD, de façon à retarder le début des travaux en attendant une issue juridique.
Center Parcs souligne alors que les financements ne pèseront pas sur la fiscalité locale ni sur les habitants puisqu'il s'agira de prélever pendant quelques années sur les recettes apportées par la présence du Parc.
Le groupe Pierre & Vacances annonce l'abandon du projet en juillet 2020. La ZAD (zone à défendre) est démantelée et ses occupants dispersés le 13 octobre suivant. Le centre ville fait l'objet dans la nuit du 2 au 3 décembre de déprédations que certains interprètent comme des représailles de zadistes.

### Patrimoine naturel

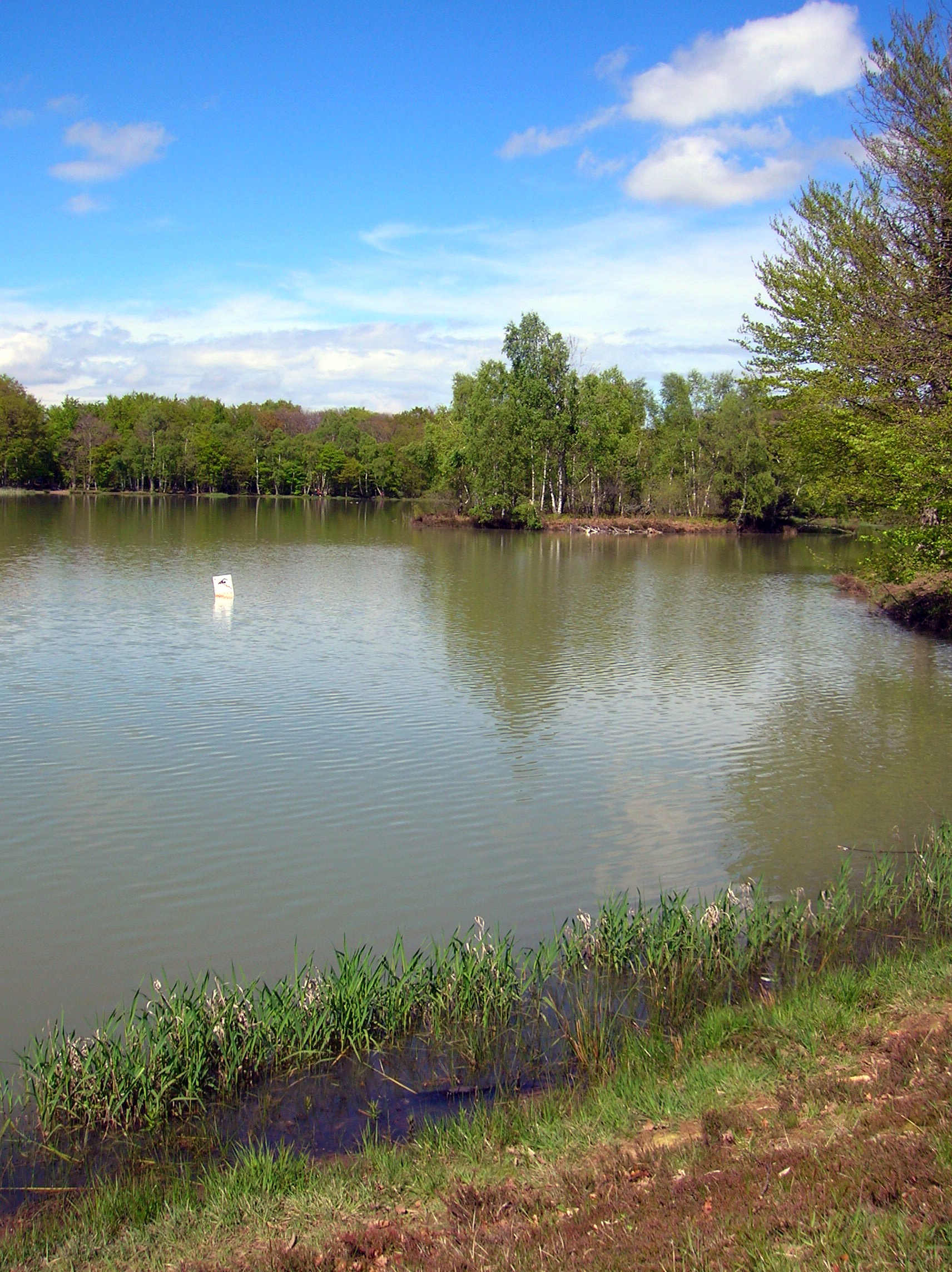
L'étang des Essarts dans le parc naturel de Chambaran.

- La forêt domaniale de Chambaran (7 300 ha), comportant une flore rare et de nombreux étangs[45] ;
- Le parc naturel de Chambaran (240 ha), au sein de la forêt de Chambaran[46].

### Personnalité liée à la commune
- Jean-Louis Simien (1736-1803), général de brigade de la Révolution française, né à Roybon.
- François Henri Saint-Romme (1796-1862), avocat, homme politique, député de l'Isère de 1848 à 1851, né et décédé à Roybon.
- Alfred Berruyer (1819-1901), architecte du diocèse de Grenoble de 1853 à 1886, né à Roybon.
- Paul Villon (1841-1905), paysagiste, né à Roybon.

### Héraldique, logotype et devise
| Blason de Roybon | Blason  | D'or à la bande d'azur chargée de trois cloches d'argent. |
| Blason de Roybon | Détails | Le statut officiel du blason reste à déterminer.          |